# Unione Sportiva Pontedera 1996-1997
Questa voce raccoglie le informazioni riguardanti  l'Unione Sportiva Pontedera nelle competizioni ufficiali della stagione 1996-1997.

## Rosa
| N. |                   | Ruolo | Calciatore           |
| -- | ----------------- | ----- | -------------------- |
| -  | Italia (bandiera) | C     | Mario Ansaldi        |
| -  | Italia (bandiera) | C     | Andrea Ardito        |
| -  | Italia (bandiera) | A     | Andrea Bagnoli       |
| -  | Italia (bandiera) | C     | Daniele Bencistà     |
| -  | Italia (bandiera) | A     | Vitaliano Bonuccelli |
| -  | Italia (bandiera) | D     | Luca Brunetti        |
| -  | Italia (bandiera) | C     | Giacomo Callegari    |
| -  | Italia (bandiera) | D     | Riccardo Chechi      |
| -  | Italia (bandiera) | C     | Rocco Cotroneo       |
| -  | Italia (bandiera) | P     | Giulio Drago         |
| -  | Italia (bandiera) | C     | Manolo Ermini        |
| -  | Italia (bandiera) | C     | Giuseppe Ferazzoli   |

| N. |                   | Ruolo | Calciatore          |
| -- | ----------------- | ----- | ------------------- |
| -  | Italia (bandiera) | A     | Giorgio Figaia      |
| -  | Italia (bandiera) | D     | Simone Fortini      |
| -  | Italia (bandiera) | A     | Daniele Guerzoni    |
| -  | Italia (bandiera) | A     | Graziano Mannari    |
| -  | Italia (bandiera) | D     | Emilio Paradiso     |
| -  | Italia (bandiera) | D     | Alessio Pardini     |
| -  | Italia (bandiera) | P     | Maurizio Pugliesi   |
| -  | Italia (bandiera) | A     | Daniele Randazzo    |
| -  | Italia (bandiera) | D     | Michele Riberti     |
| -  | Italia (bandiera) | D     | Riccardo Rocchini   |
| -  | Italia (bandiera) | C     | Matteo Rossi        |
| -  | Italia (bandiera) | C     | Fabrizio Stringardi |